# 小澤正明
小澤 正明（おざわ せいめい、1921年（大正10年）5月14日 - 2012年（平成24年）6月14日）は、日本の国文学者。元八幡大学学長、名誉教授、文学博士（関西学院大学・論文博士・1979年）。九州近代文学会理事。静岡県沼津市出身。

## 経歴
- 旧制沼津中学校、国学院専門学校に学ぶ。1945年 台北帝国大学文政学部国文科卒業。帝大では瀧田貞治に師事[2]。以後九州帝国大学国文科卒業。九州大学大学院修了。
- 1948年 戸畑専門学校就任。
- 1949年 八幡専門学校助教授。
- 1950年 八幡大学助教授。
- 1968年 ハーバード大学極東語文科大学院留学。ハーバード大学ではライシャワー教授の指導を受ける。また日本昭和初期文学の指導講座を担当した[2]。
- 1983年 八幡大学第10代学長就任[3]。
- 1993年 名誉教授授与。

台北帝大時代、海軍予備学生として学徒出陣、長崎相浦海軍基地で出陣を待ったが終戦となる。1947年（昭和22年）戸畑専門学校で発足したサークル文芸部では戸専文学を発行。他に単行詩集、文学雑誌などを相次いで発行し文学啓蒙運動に力を注いだ。川端康成の研究でも知られており「川端康成文芸の世界」で文学博士号を取得している。

## 主要著書
- 明治文学の流れ
- 文芸研究の系譜
- 良識昭和文学史 1959年
- 口述昭和文芸 桜楓社 1970年
- 朱熹集註論語全訳 白帝社 1988年

## 論文
小澤正明 >